# Glenea aeolis
Glenea aeolis é uma espécie de besouro da família Cerambycidae. Foi descrito por James Thomson em 1879. É conhecida a sua existência no Laos, Java e Myanmar.